# Canal de Schipdonk
Le canal de Schipdonk (officiellement appelé Dérivation de la Lys) traverse la province de Flandre orientale et la province de Flandre occidentale en reliant la ville de Deinze à la Mer du Nord au niveau de la localité de Heist. En se dirigeant vers le nord, le canal croise d’abord le Canal Gand-Ostende. Plus loin, le canal longe le Canal Léopold sur près de 20 km à son approche de la côte belge.

## Histoire
Le creusement du canal était tout comme pour le Canal Léopold un des premiers gros travaux d’infrastructure de la jeune Belgique.
L’économie de la région de Courtrai était très tournée vers l’industrie du textile utilisant le lin. Cette industrie était très polluante et la rivière de la Lys était très polluée. Pour éviter que la totalité de cette eau polluée ne passe dans le centre de la ville de Gand, il fut décidé de creuser une dérivation entre la Lys et la mer du Nord pour contourner Gand. Cela protégeait également mieux la ville de Gand contre les inondations. Finalement, cela créait un raccourci pour les bateaux qui souhaitaient rejoindre la côte.
Le canal a joué un rôle important lors des deux guerres mondiales. De gros affrontements eurent lieu en octobre 1918, en mai 1940 et en septembre 1944.

## Anecdote
Le canal se nomme dans le langage populaire local De Stinker ce qui signifie « le Puant » à cause de sa pollution.

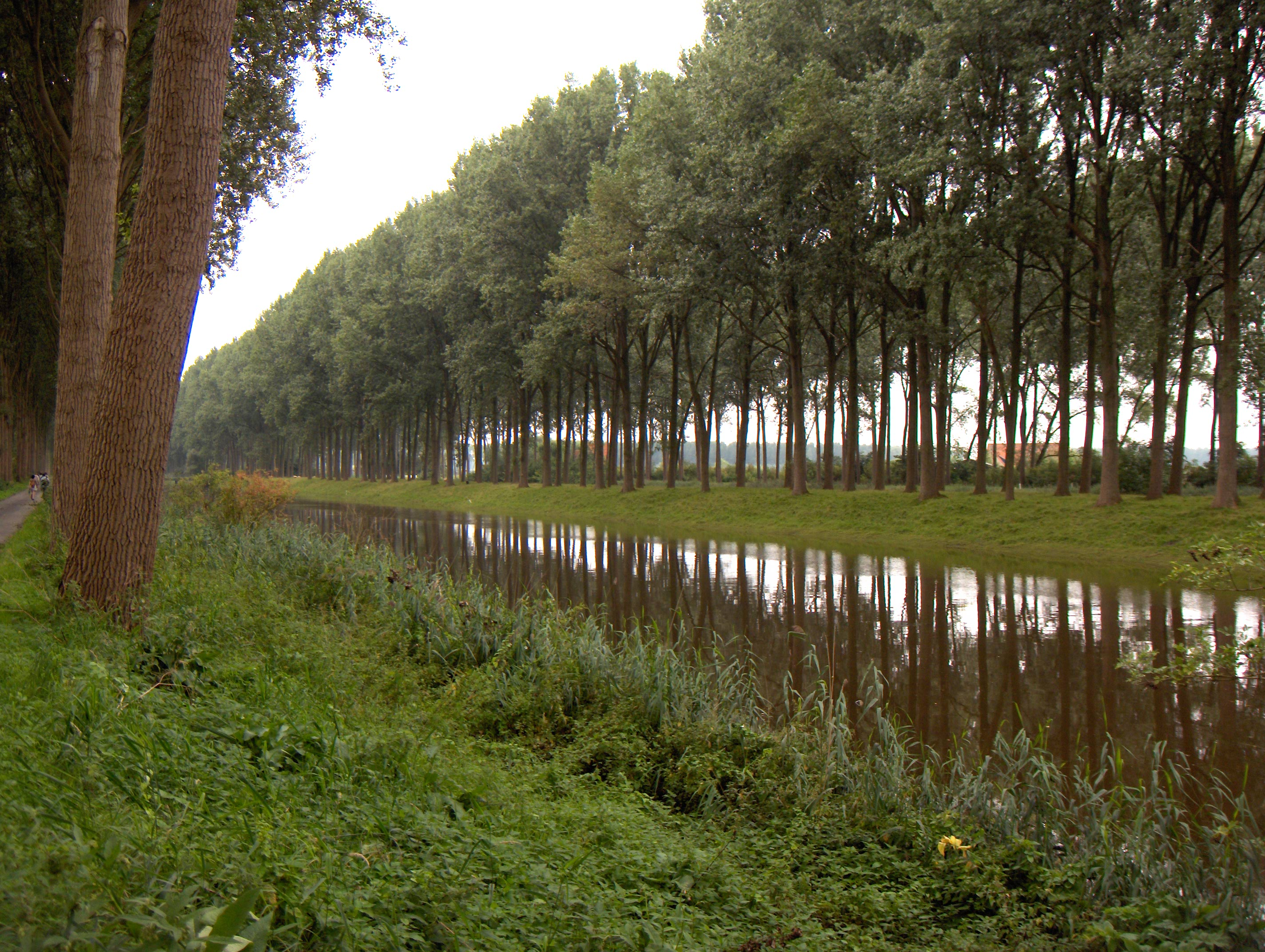
Le canal de Schipdonk